# Skoki do wody na Letnich Igrzyskach Olimpijskich 1972
Wyniki zawodów w skokach do wody, które zostały rozegrane podczas Letnich Igrzysk Olimpijskich 1972 w Monachium. Rywalizacja trwała w dniach 27 sierpnia – 4 września. Wzięło w niej udział 91 skoczków, w tym 41 kobiet i 50 mężczyzn z 25 krajów.

## Mężczyźni
| Konkurencja    | Złoto          | Wynik  | Srebro           | Wynik  | Brąz             | Wynik  |
| Trampolina 3 m | Władimir Wasin | 594,09 | Giorgio Cagnotto | 591,63 | Craig Lincoln    | 577,29 |
| Wieża 10 m     | Klaus Dibiasi  | 504,12 | Richard Rydze    | 480,75 | Giorgio Cagnotto | 475,83 |

## Kobiety
| Konkurencja    | Złoto        | Wynik  | Srebro          | Wynik  | Brąz           | Wynik  |
| Trampolina 3 m | Micki King   | 450,03 | Ulrika Knape    | 434,19 | Marina Janicke | 430,92 |
| Wieża 10 m     | Ulrika Knape | 390,00 | Milena Duchková | 370,92 | Marina Janicke | 360,54 |

## Klasyfikacja medalowa
| Lp. | Reprezentacja     |   |   |   | Razem |
| --- | ----------------- | - | - | - | ----- |
| 1.  | Stany Zjednoczone | 1 | 1 | 1 | 3     |
| 1.  | Włochy            | 1 | 1 | 1 | 3     |
| 3.  | Szwecja           | 1 | 1 | 0 | 2     |
| 4.  | ZSRR              | 1 | 0 | 0 | 1     |
| 5.  | Czechosłowacja    | 0 | 1 | 0 | 1     |
| 6.  | NRD               | 0 | 0 | 2 | 2     |